# 囗部
囗部（いぶ）は、漢字を部首により分類したグループの一つ。
康熙字典214部首では31番目に置かれる（3画の2番目）。

## 概要
「囗」字は一回りする様子に象り、「周囲を囲む」ことを意味する。
偏旁では囲うこと・囲まれた領域・円形などに関わることを示す。
囗部は「囗」を構成要素とする漢字と「囗」の形を筆画として持つ漢字を収める。
囗部に所属する漢字は、主に字全体の外枠として「囗」を持つが、中にはそうでない漢字も少数ある（囟・囱・圅・𠁤・𡈤・𡈺など）。

## 部首の通称
- 日本：くにがまえ（「国」字の構であることから）
- 中国：大口框・国字框・圍（囲）
- 韓国：큰입구몸부（keun ip gu mom bu、大きな口の構の部）
- 英米：Radical enclosure

## 部首字
囗
- 広韻 - 雨非切
- 詩韻 - 微韻、平声
- 三十六字母 - 喩母三等

篆書

- 日本語 - 音：イ（ヰ)（漢音・呉音） 訓：かこむ
- 中国語 - ピンイン：wéi 注音：ㄨㄟˊ ウェード式：wei 2
- 朝鮮語 - 訓音：에운담（eundam、かこい） 위(wi)

## 例字
- 囗
- 四・囚・因・回・囟・囱・團（団）・囮・圏・園・圍・国・𡈁・國・圕・圖・圎・固・圃・圜・圝・圞
- 〇（漢数字のゼロ、または星の則天文字。大漢和辞典の補巻では星の則天文字として囗部に収めており、現代中国の辞典でも囗部の場合が多いが、中には一・丨・丶・丿以外の筆画ということで乙部（乛部）に収める辞典もある）